# Dayany do Capitão
Dayany Bittencourt Santil (Fortaleza, 13 de setembro de 1981), conhecida como Dayany do Capitão, é uma política brasileira filiada ao União Brasil (UNIÃO). É deputada federal pelo Ceará, eleita em 2022 com 54.526 votos e presidente do diretório municipal do União Brasil (UNIÃO) em Fortaleza.

## Biografia

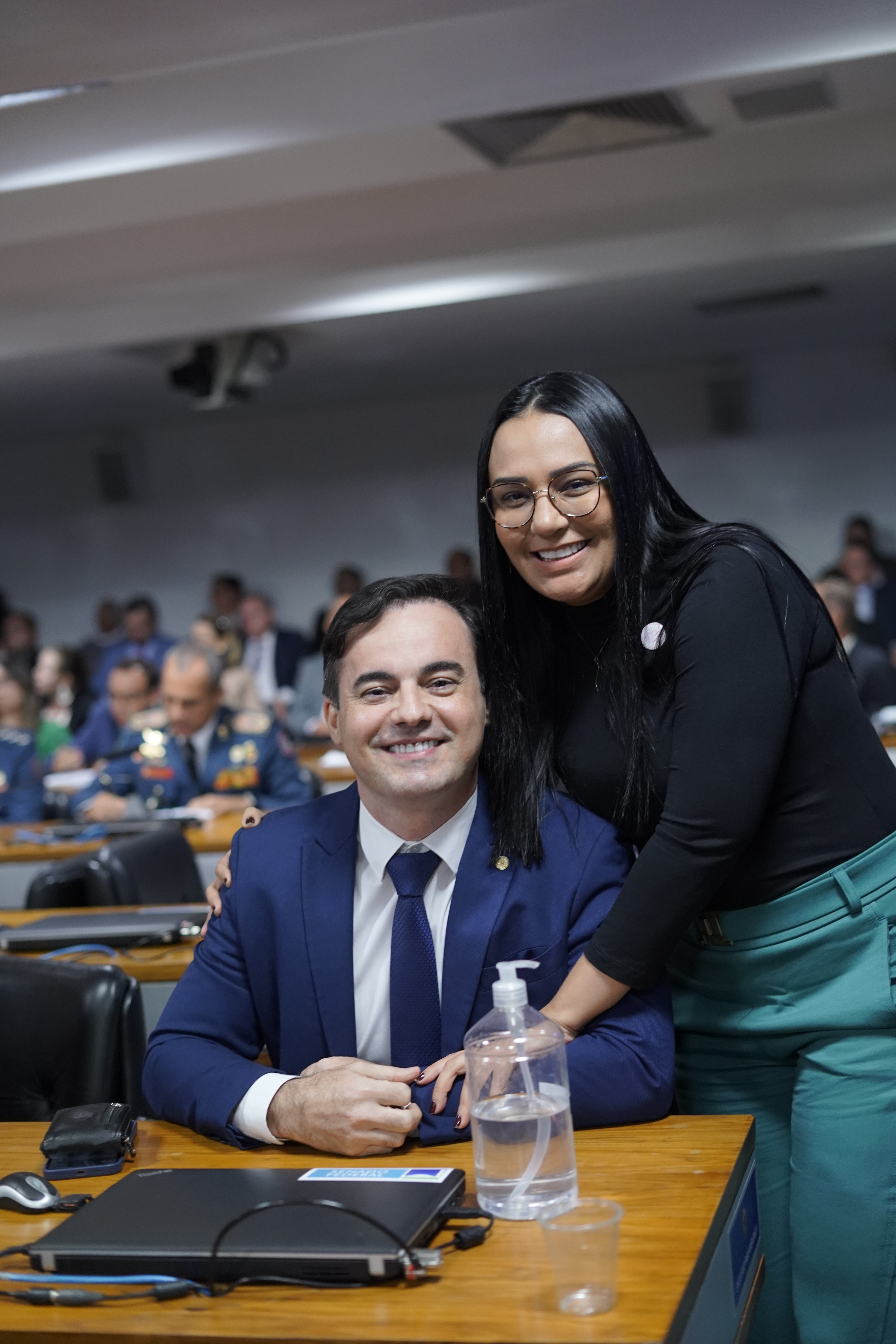
Capitão Wagner e Dayany em reunião no Senado Federal

Dayany Bittencourt cresceu e viveu grande parte de sua vida na periferia da Praia de Iracema, com um período também no Bairro Barroso, ambos os locais em Fortaleza. Embora tenha sido eleita para o cargo de Deputado Federal em 2022, sua trajetória política começou bem antes, em 2012, ao lado de seu esposo, o político Capitão Wagner, durante sua primeira eleição para vereador em Fortaleza.
Sua participação nos bastidores de campanhas políticas de seu marido, o político Capitão Wagner, contribuiu para o reconhecimento de sua habilidade em articular diferentes esferas sociais e políticas, com foco na melhoria das condições de vida das comunidades mais necessitadas.
Ao longo de sua atuação, destacou-se em iniciativas sociais abrangentes, abrangendo a defesa dos direitos de pessoas idosas e com deficiência, a proteção das mulheres e dos animais, além de desempenhar um papel relevante na promoção dos direitos dos profissionais de segurança pública.

## Carreira política

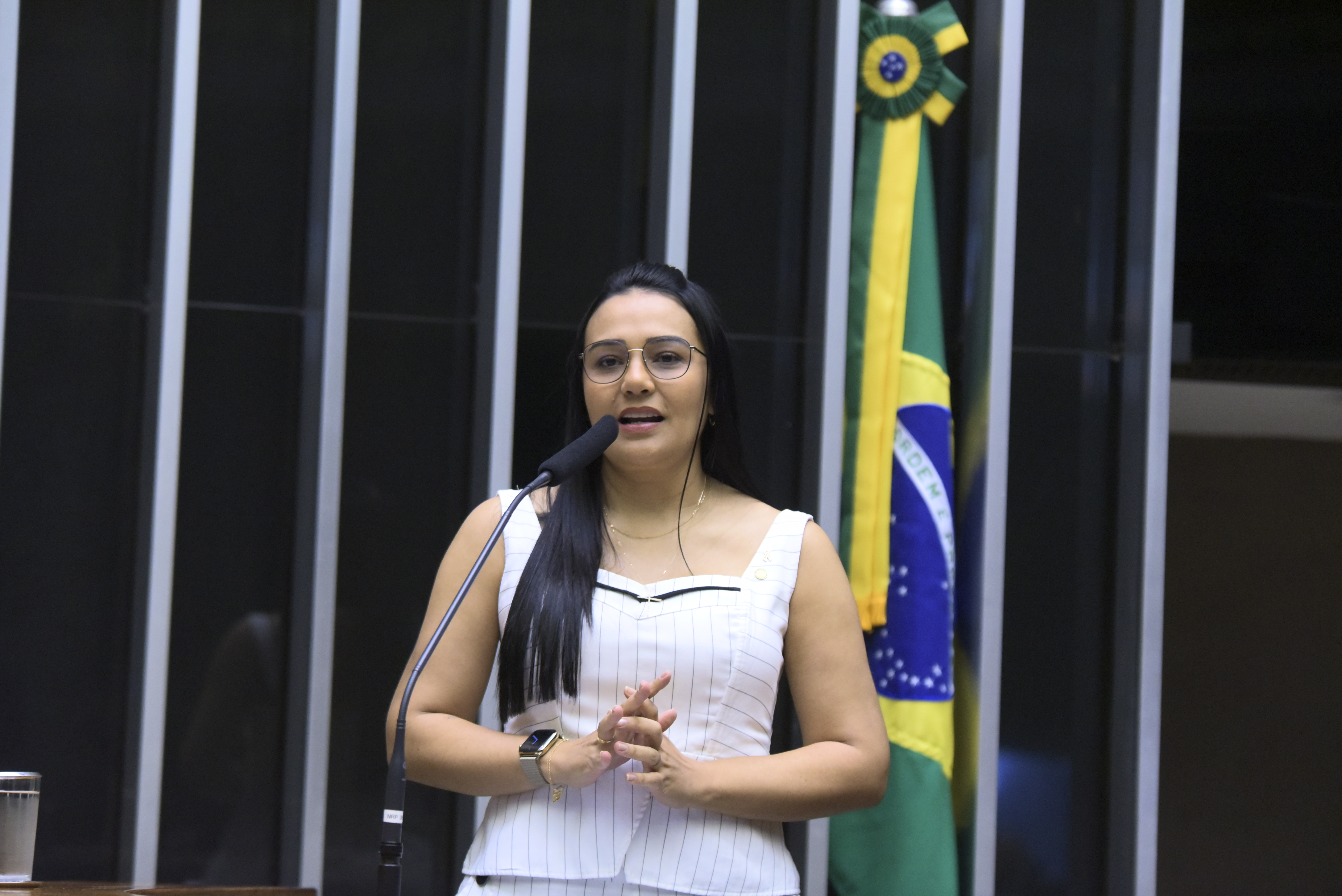
Fala durante a sessão solene em homenagem ao Dia Nacional de Luta contra a Endometriose no dia 13 de março de 2024

Eleita a melhor deputada do Ceará em 2023 e presente entre os três mandatos mais produtivos do Estado do Ceará em 2024, Dayany Bittencourt é reconhecida por sua atuação na Câmara dos Deputados, destacando-se como uma das parlamentares mais participativas do Brasil.
Integrante de diversas comissões permanentes, a deputada direciona seu mandato para uma ampla gama de áreas. Atualmente, é membro das Comissões de Finanças e Tributação (CFT); Defesa dos Direitos da Pessoa Idosa (CIDOSO); Defesa dos Direitos da Mulher (CMULHER); Previdência, Assistência Social, Infância, Adolescência e Família (CPASF); Defesa dos Direitos das Pessoas com Deficiência (CPD); e Segurança Pública e Combate ao Crime Organizado (CSPCCO).
Sua atuação reflete um mandato diversificado, comprometido com a promoção de políticas públicas que atendam às necessidades de diferentes segmentos da sociedade.
Como presidente municipal do partido União Brasil (UNIÃO) em Fortaleza, nas eleições de 2022, a deputada foi responsável pela sucesso da eleição de dois vereadores para a Câmara Municipal de Fortaleza, o que reflete uma gestão eficaz à frente da sigla.

## Atuação na Câmara dos Deputados

### Defesa da Mulher

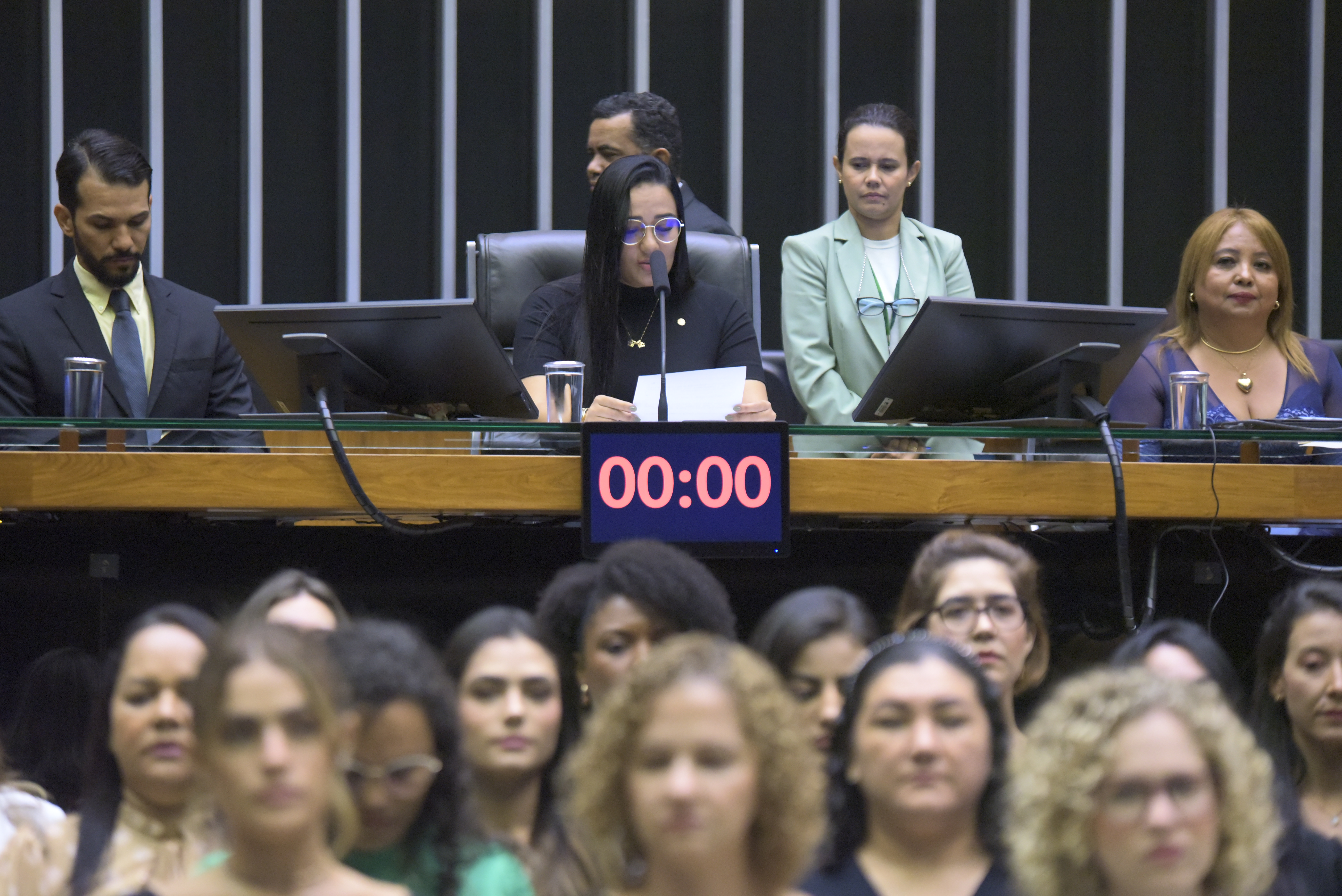
Sessão solene realizada pela Câmara dos Deputados em 13 de março de 2023, que marcou o Dia Nacional de Luta contra a Endometriose

Entre suas principais conquistas está a presidência da Frente Parlamentar da Endometriose, que é uma associação suprapartidária que busca combater essa doença por meio da modernização da legislação sobre o assunto. A endometriose, conhecida como “doença da mulher moderna”, afeta milhares de brasileiras, e a criação da Frente representa um marco de conscientização e mobilização parlamentar. Ressalta-se que essa é uma pauta de grande relevância e sensibilidade social, que também possui conexão direta com sua história pessoal, considerando que Dayany também tem endometriose.
Para a criação dessa Frente a deputada precisou reunir mais de 200 assinaturas de parlamentares, entre deputados federais e senadores, demonstrando não apenas liderança, mas também habilidade política ao unir diferentes forças em torno da causa.
Nesse sentido, como autora do Projeto de Lei 1069/2023, que estabelece diretrizes básicas para o atendimento de mulheres com endometriose, Dayany tem o objetivo de transformar assuntos complexos em avanços legislativos concretos. O projeto foi aprovado por unanimidade na Câmara e atualmente tramita no Senado, representando um passo importante para a melhoria da qualidade de vida das mulheres brasileiras.

### Defesa dos Animais

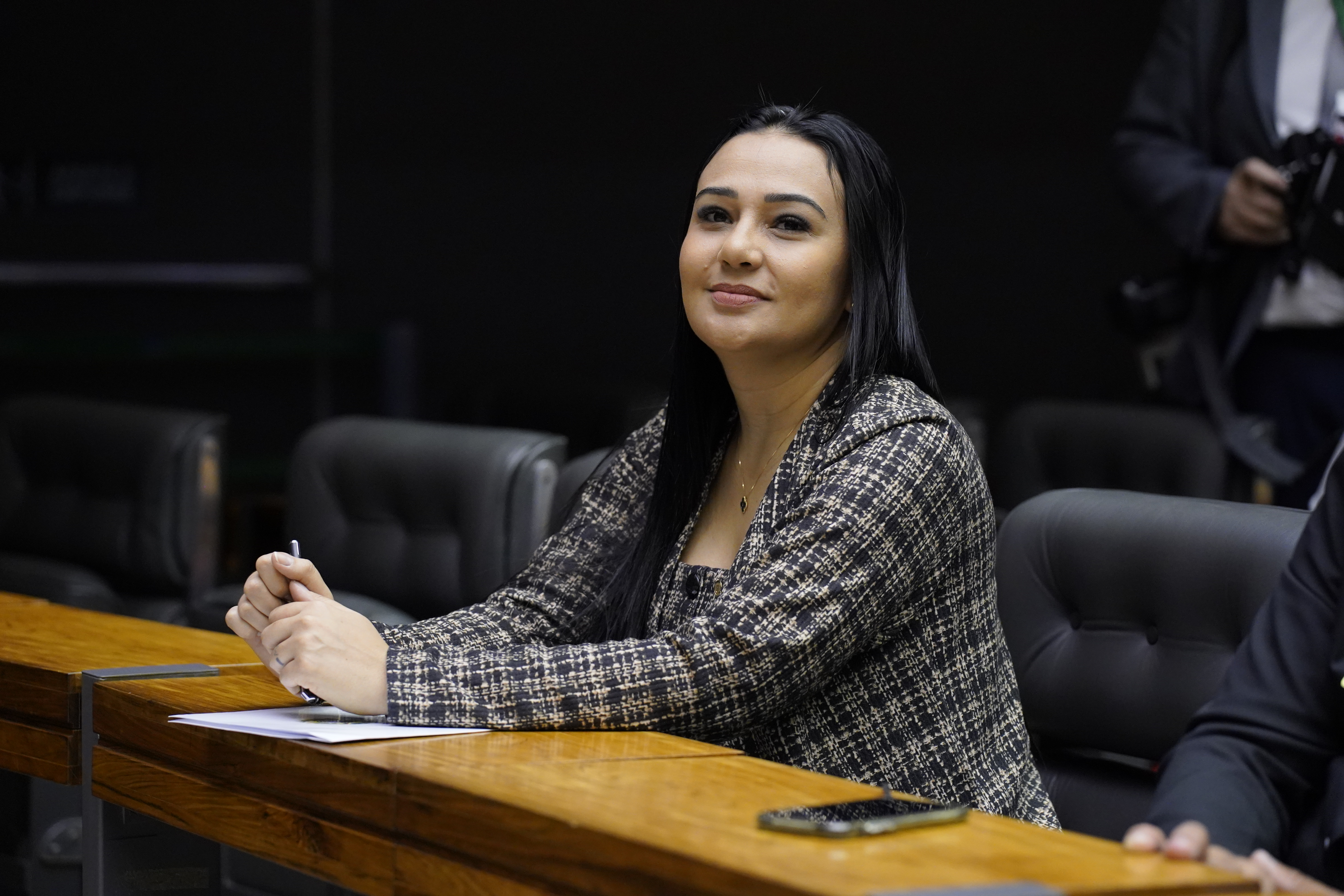
Dayany no plenário da Câmara dos Deputados

Considerada uma das principais defensoras dos direitos dos animais na Câmara dos Deputados. Ela atua para combater os maus tratos e garantir a proteção dos animais, propondo medidas legislativas e estruturais. Um exemplo é o Projeto de Resolução 119/2023, que propõe a criação da Bancada de Defesa dos Animais, que será composta por um grupo de parlamentares que atuará em conjunto para dar maior destaque à causa animal no Congresso Nacional. Essa bancada facilitará a tramitação de projetos relacionados ao bem-estar animal.
Dayany Bittencourt é autora de vários projetos de lei voltados à proteção animal. O PL 565/2023 propõe o aumento das penas para crimes de maus-tratos, e outros projetos, como o PL 882/2024 e o PL 886/2024, reforçam a proteção para atos de violência e negligência contra os animais.
A deputada também confirmou a importância dos animais em serviços essenciais, como nas operações de busca e salvamento. O PL 1412/2024 propõe o uso obrigatório de microchips e sistemas de geolocalização em animais utilizados nas operações, facilitando sua identificação e recuperação.
Outro projeto importante é o PL 2194/2024, que cria um Cadastro Nacional de Pessoas Condenadas por Crimes de Maus Tratos a Animais, alterando a Lei dos Crimes Ambientais. Esse cadastro, administrado pelo Conselho Nacional de Justiça (CNJ), reunirá informações sobre os condenados para prevenir reincidências e melhorar a fiscalização dos crimes contra os animais.

## Caso das câmeras escondidas

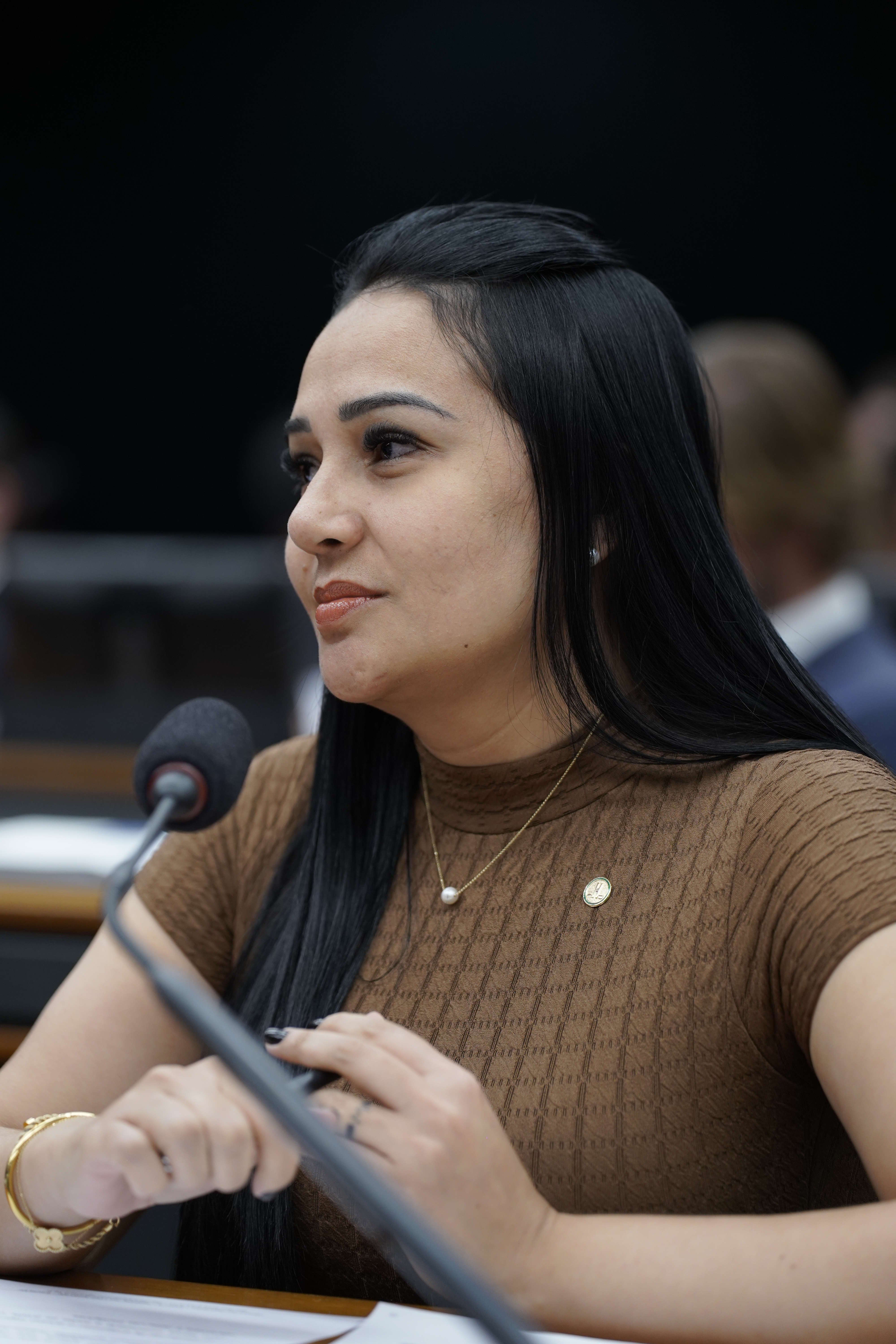
Dayany, no momento da apresentação do PL 4924, de 2023

No dia 28 de agosto de 2023, câmeras de vigilância foram encontradas em um apartamento alugado pela deputada no Hotel Golden Tulip Brasília Alvorada, localizado no Bloco B, número 2053, no Setor de Hotéis e Turismo Norte (SHTN), Trecho 1, em Brasília/DF. As câmeras, ocultas e aparentemente conectadas à internet, configuraram uma grave violação de privacidade, causando sérios impactos emocionais a Dayany. Ela denunciou o incidente à polícia, que, devido à natureza do crime, federalizou a investigação. No entanto, até o momento, os responsáveis pelo crime não foram identificados.
Em resposta ao ocorrido e visando prevenir situações semelhantes, especialmente contra mulheres, a deputada Dayany apresentou o Projeto de Lei 4924/2023, que tipifica o crime de violação virtual de domicílio, incluindo o uso de câmeras ocultas ou drones. O projeto foi aprovado por unanimidade na Câmara dos Deputados e aguarda deliberação no Senado para se tornar lei.

## Desempenho eleitoral
| Ano  | Eleição           | Partido | Coligação | Candidata a      | Votos  | %    | Resultado | Ref.   |
| ---- | ----------------- | ------- | --------- | ---------------- | ------ | ---- | --------- | ------ |
| 2022 | Estadual do Ceará | UNIÃO   | não havia | Deputada federal | 54.526 | 1,06 | Eleita    | [ 23 ] |